# Il Funaro
Il Funaro è un centro culturale italiano dedicato al teatro con sede a Pistoia. È la sede italiana della scuola dei sensi ideata dal regista antropologo colombiano Enrique Vargas, fondatore della compagnia Teatro de Los Sentidos di Barcellona.

## Storia
Fondato nel settembre 2009 in continuità con l'attività svolta fino dal 2003 a Pistoia, dall'Associazione Culturale Teatro Studio Blu. Al 2004 risale l'incontro fra le quattro fondatrici e il produttore e uomo di teatro Andrés Neumann. Questo incontro si concretizza in una collaborazione permanente e, da allora, fino al settembre 2013, Neumann riveste il ruolo di consulente artistico e strategico. La principale attività del centro culturale riguarda la formazione teatrale in tutti i suoi aspetti, da quello professionale a quello legato al territorio di riferimento.
Le proposte formative a carattere professionale hanno visto, nel tempo, alternarsi Jean Guy Lecat, storico collaboratore di Peter Brook, Juan Carlos Corazza, maestro fra gli altri di Javier Bardem del quale è acting coach, Betina Waissman (Estudio Corazza para el actor, Madrid), Alvaro Restrepo (El Colegio del Cuerpo di Cartagena de Indias), Duccio Bellugi Vannuccini (Théâtre du Soleil), Kristin Linklater, (docente nel dipartimento di Teatro della Columbia University, creatrice del metodo Linklater, tecnica vocale per lo sviluppo espressivo della voce naturale), Cristiana Morganti e Kenji Takagi (danzatori del Tanztheater Wuppertal Pina Bausch), Marcello Magni, Jos Houben e Lilo Baur (Complicite London), Chiara Guidi (Socìetas Raffaello Sanzio), Nicole Kehrberger (Totales Theater International), Joan Garriga (Istituto Gestalt di Barcellona).
Nel dicembre 2011 Giuseppe Bertolucci è stato ospite del Funaro insieme a Sonia Bergamasco per la creazione dello spettacolo Karenina, prove aperte di infelicità.
Nel corso del 2012 il Funaro ha ospitato la residenza della compagnia internazionale RIMA che insieme a Daniel Pennac  ha lavorato all'allestimento de Il 6° continente uno spettacolo co-prodotto da Théâtre des Bouffes Du Nord Parigi, Théâtre de la Ville, Lussemburgo e Fondazione del Teatro Stabile di Torino.
Alle residenze artistiche si è talvolta unita la partecipazione alla produzione di spettacoli quali Oracoli di Enrique Vargas e del Teatro De Los Sentidos e Moving with Pina di Cristiana Morganti.
In continuità con le residenze e con l'attività formativa vengono proposti spettacoli, quasi sempre strettamente legati al lavoro dei maestri ospitati per i workshop.

## Biblioteca
La biblioteca del Funaro, inaugurata nell'ottobre 2009 con un workshop dello scrittore e drammaturgo uruguaiano Mauricio Rosencof, è dedicata al teatro e alle arti performative dal novecento in poi e fa parte della Rete Documentaria della Provincia di Pistoia.
Nel gennaio 2010 Andrés Neumann ha donato tutta la documentazione inerente all'attività dell'agenzia Andrés Neumann International, della quale è stato realizzato un primo ordinamento a cura della dottoressa Giada Maria Pia Petrone. L'Archivio Teatrale Andres Neumann, relativo al lavoro di Peter Brook, Tadeusz Kantor, Dario Fo, Vittorio Gassman, Marcello Mastroianni, Ingmar Bergman, Pina Bausch, Luca Ronconi, Andrzej Wajda, Robert Wilson e del Living Theatre, si articola in contratti, lettere autografe, programmi di sala, foto, diapositive, manifesti e locandine libri e riviste.
Nel corso del 2012 si è attuata un'opera di digitalizzazione di parte dei documenti sotto la direzione del professor Renzo Guardenti del Dipartimento di Storia delle Arti e dello Spettacolo dell'Università degli Studi di Firenze. Il progetto di digitalizzazione promosso dallo stesso Dipartimento universitario con la direzione scientifica di Renzo Guardenti è stato curato dalla dottoressa Maria Fedi.

## Riconoscimenti
- Nel dicembre 2011 il sindaco di Pistoia ha conferito al Funaro il premio Micco.
- Nel novembre 2012 il Funaro si aggiudica il Premio della critica 2012 nell'ambito del Festival Primavera dei Teatri di Castrovillari[6]
- Nel dicembre 2012 l'associazione UBU per Franco Quadri conferisce al Funaro il premio speciale UBU[7]